# Guspira

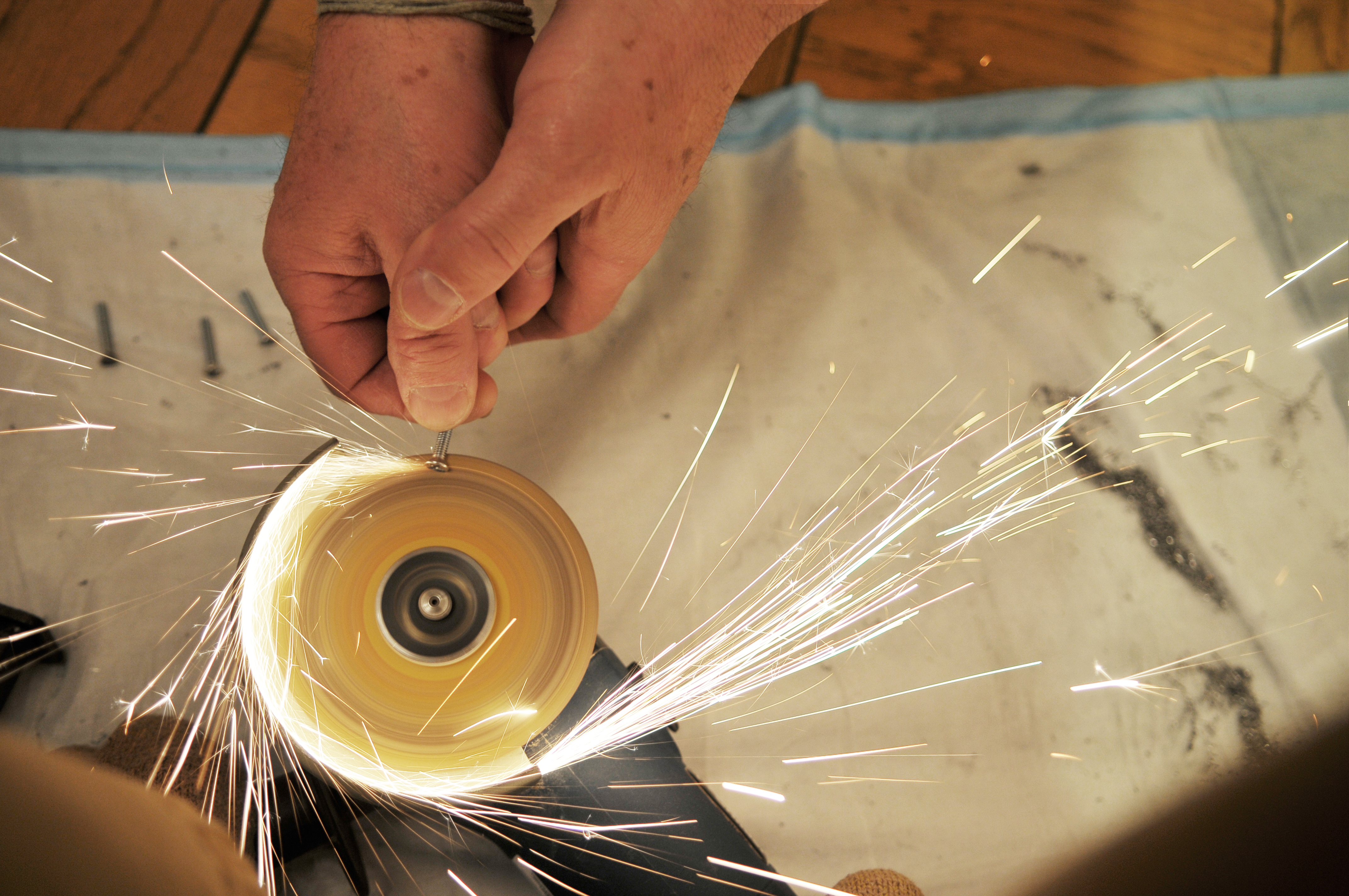
Guspires

Una guspira o espurna és una partícula incandescent. Les guspires poden ser produïdes per la pirotècnia, per la metal·lúrgia o com un subproducte dels incendis especialment quan es crema la fusta. Són sinònims d'aquest terme: purna, espira o xàldiga.

## Pirotècnia

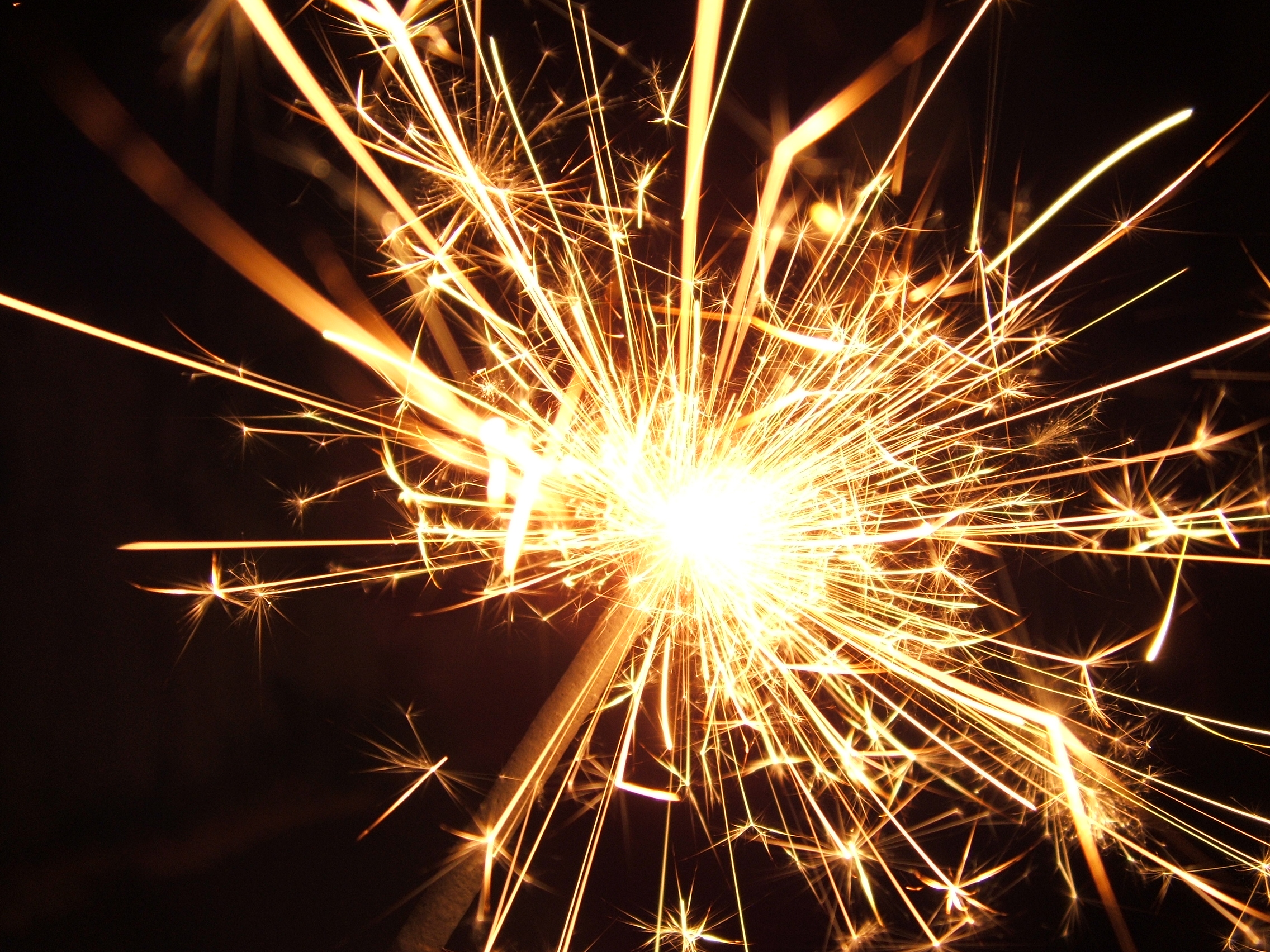
Guspires pirotècniques.

En la pirotècnia les llimadures i els aliatges metàl·lics com el magnalium es poden utilitzar per crear guspires. La quantitat i l'estil de les guspires produïdes depenen de la composició i piroforicitat del metall i poden usar-se per identificar el metall. En le cas del ferro cal la presència de carboni per a les grans guspires (0,7% com idoni). El color de les guspires usades en pirotècnia és determinada pel material de les quals estan fetes les guspires. La durada de l'existència d'una guspira és determinada per la mida inicial de la partícula, la mida més gran porta a una guspira de major durada.
Els metalls amb la conductivitat tèrmica més baixa són especialment bons per a produir guspires. El titani i el zirconi són especialment adequats. El coure fa poques guspires i els seus aliatges serveixen per a fer eines de seguretat.

## Acer

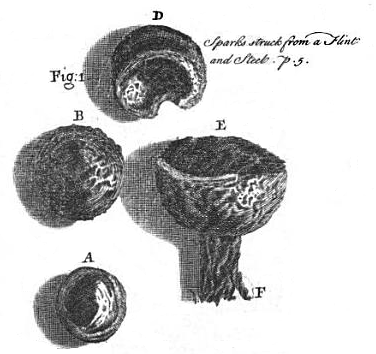
Llimadures usades per Robert Hooke.

Robert Hooke estudià les guspires creades usant sílex i acer. Aquestes guspires poden servir per encendre paper i iniciar un foc.
En els encenedors moderns, el ferro és mesclat amb ceri i altres elements terres rares per formar l'aliatge ferrocerium. Aquest ràpidament forma guspires que poden encendre el gas butà.

## Metal·lúrgia

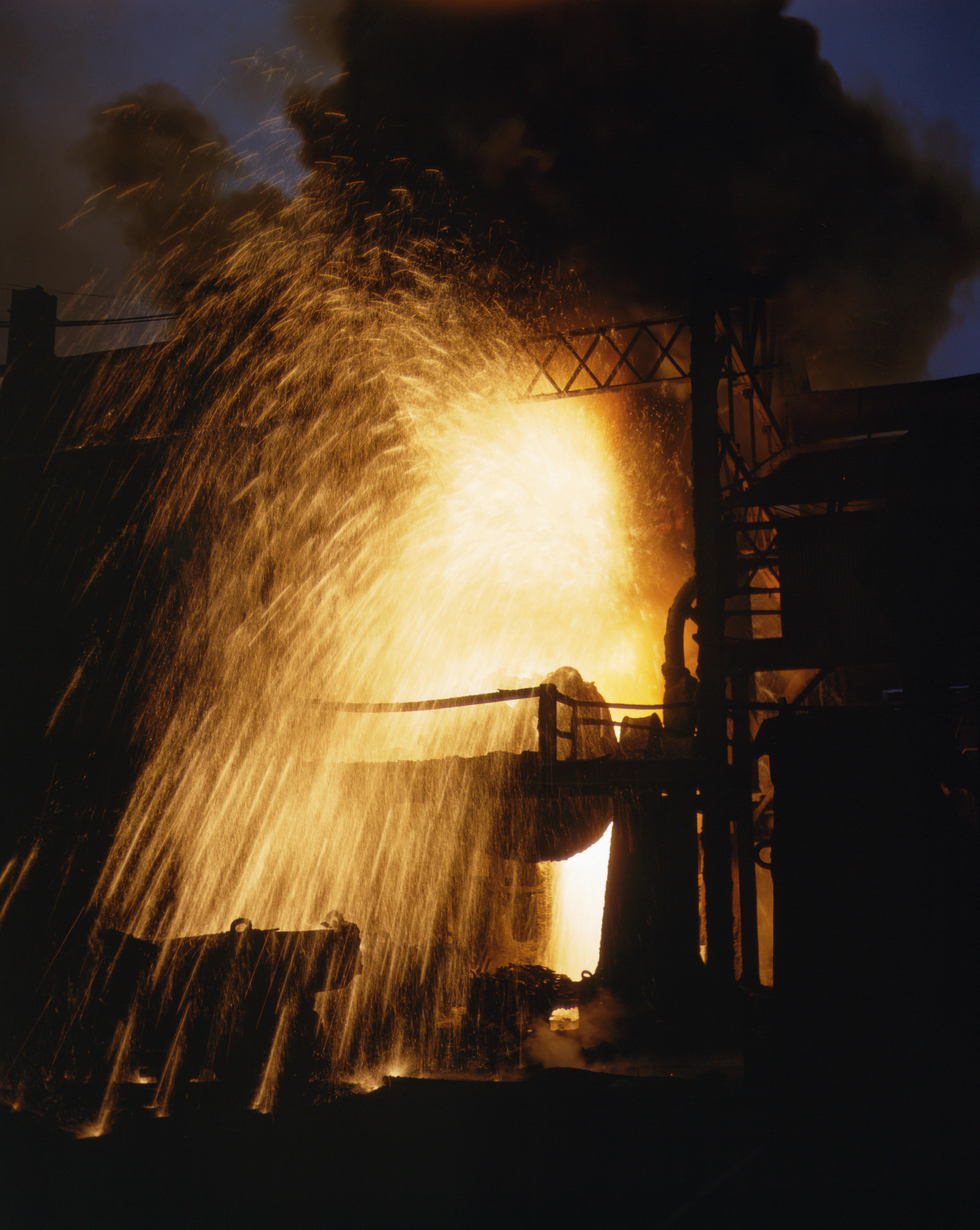
Guspires d'un convertidor Bessemer

Les guspires de metall fos es poden crear quan el metall és esclafat per processos com conversió Bessemer de ferro a acer o soldadura per arc.

## Focs i supressors de guspires

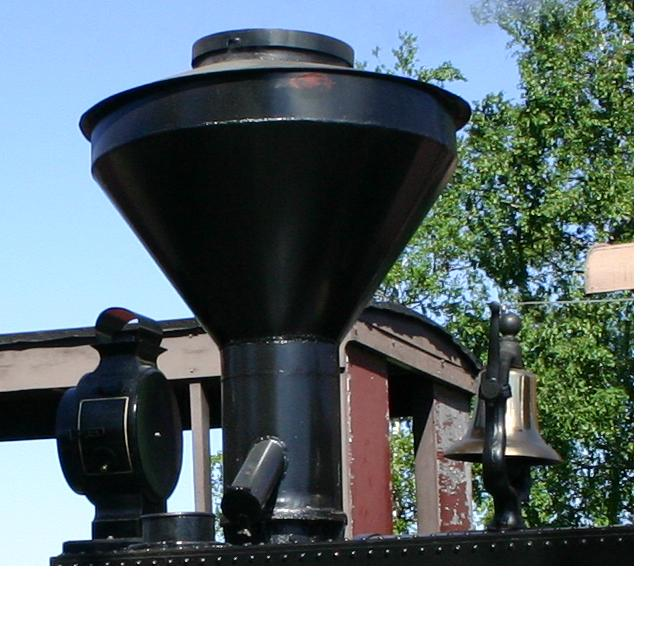
Una xemeneia supressora de guspires a una locomotora

Els focs poden produir guspires quan els corrents ascendents arrosseguen partícules de la crema de combustible a l'aire. Això va ser un gran problema en els locomotores de vapor i podien produir incendis. Per a evitar-ho es van inventar nombrosos supressors de guspires.

## Simbolisme

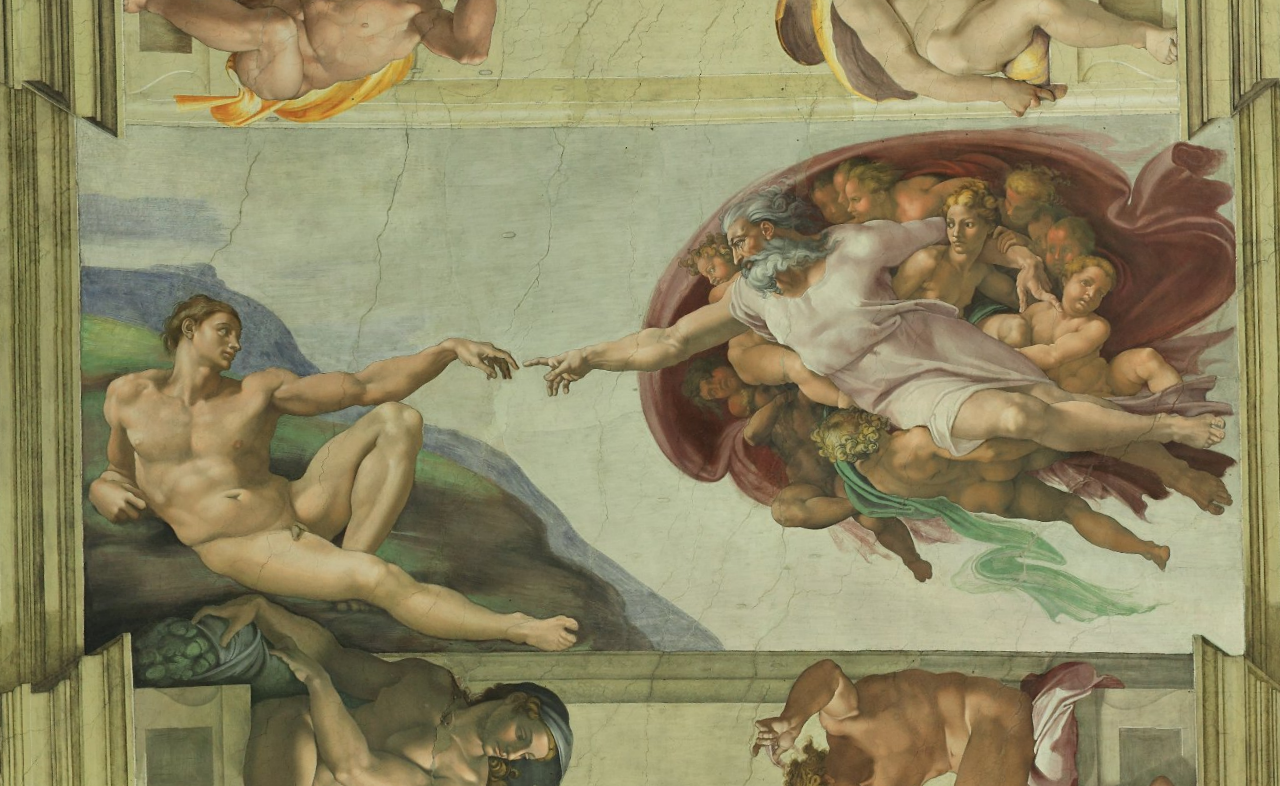
La Creació d'Adam per Michelangelo on es passa l'espurna de la vida

Per exemple, el diari creat per Lenin es va dir Iskra [l'espurna]. La metàfora de la guspira sovint s'ha usat en la filosofia, des de l'Estoicisme, i recentment amb Jacques Lacan i la “guspira creadora”.
Al Llibre de Job de la Bíblia està escrit "No obstant això, l'home neix per l'aflicció, com les espurnes volen cap amunt.".